# 吉田秋生 (ドラマ演出家)
吉田 秋生（よしだ あきお、1951年10月6日 - ）は、TBSテレビ制作局制作センタードラマ制作部所属のテレビドラマ演出家。妻は女優、歌手、声優の小川範子。学習院大学法学部卒業。

## 主な作品

### テレビドラマ
- ここまでは他人 (1981年)
- オサラバ坂に陽が昇る (1983年)
- 家族ゲーム (1983年)
- 青が散る (1983年)
- うちの子にかぎって… (1984年)
- もしも、学校が…!? (1985年)
- 子供が見てるでしょ! (1985年)
- お坊っチャマにはわかるまい! (1986年)
- 一家だんらん物語 (1986年)
- 親子ゲーム (1986年)
- 天使たちの微笑み　280日の赤ちゃん狂騒曲 (1986年)
- 翔んでる警視 (1986年)
- あなたもスターになりますか (1987年)
- スタンドバイミー 気まぐれ白書 (1987年)
- パパはニュースキャスター (1987年)
- ママはアイドル! (1987年)
- 魔夏少女 (1987年)
- 23時の女たち(三宅裕司の結婚詐欺の方法教えます) (1988年)
- パパは年中苦労する (1988年)
- ボクの乙女ちっく殺人事件 (1988年)
- 親子ウォーズ (1988年)
- オシャレ泥棒 (1989年)
- はいすくーる落書 (1989年)
- ママハハ・ブギ (1989年)
- 卒業 (1990年)
- 悪魔をやっつけろ! (1990年)
- 予備校ブギ (1990年)
- オンナって不思議 (1991年)
- バレンタインに何かが起きる (1991年)
- ママって、きれい!? (1991年)
- 先生のお気に入り! (1991年)
- 十年愛　A decade of two (1992年)
- 東京エレベーターガール (1992年)
- ダブル・キッチン (1993年)
- もしも願いが叶うなら (1994年)
- 人間・失格〜たとえばぼくが死んだら (1994年)
- 乱歩生誕百周年記念　乱歩－妖しき女たち  (1994年)
- 人生は上々だ (1995年)
- 部屋においでよ Come on a my house! (1995年)
- Campus Note (1996年)
- Dear ウーマン (1996年)
- 君と出逢ってから (1996年)
- オトナの男 (1997年)
- プロデューサーになりたい (1997年)
- 恋のためらい a besitaion of love  (1997年)
- カミさんなんかこわくない (1998年)
- なにさまっ! (1998年)
- 海まで5分 (1998年)
- コワイ童話　シンデレラ  (1999年)
- 独身生活 (1999年)
- オヤジぃ。（2000年）
- 恋の神様 (2000年)
- 世界で一番熱い夏 ONE HOT SUMMER  (2001年)
- 天国に一番近い男 教師編  (2001年)
- かまいたちの夜 (2002年)
- プリティガール Pretty Girls (2002年)
- ぼくが地球を救う (2002年)
- 怪談新耳袋 (2003年)
- 笑顔の法則 living today for tomorrow  (2003年)
- 奥さまは魔女 Bewitched in Tokyo (2004年)
- 逃亡者 RUNAWAY (2004年)
- トリプルキッチン (2006年)
- ロング・ウェディングロード!〜東京VS大阪ワケアリ婚物語 (2007年)
- 地獄の沙汰もヨメ次第 (2007年)
- 恋とオシャレと男のコ (2009年)
- ケータイ刑事 銭形命 (2009年)
- 小公女セイラ (2009年)
- ヤンキー君とメガネちゃん (2010年)
- 屋上のあるアパート (2011年)
- 生まれる。（2011年）
- なるようになるさ。（2013年、2014年）
- 表参道高校合唱部!（2015年）
- 下剋上受験（2017年）

### 映画
- インターン!（2016年11月5日） - 監督[1]
- しあわせのマスカット（2021年） - 監督

## 受賞歴
1994年
- 第2回ザテレビジョンドラマアカデミー賞 監督賞（吉田健、金子与志一と共に）（『人間・失格〜たとえばぼくが死んだら』）[2]